# واج‌شناسی خودواحد
واج‌شناسی خودواحد رویکردی نظری برای تحلیل واج‌شناختی‌ست که اولین بار در سال ۱۹۷۶ توسط جان گلداسمیت در رساله دکتری‌اش در مؤسسه فناوری ماساچوست مطرح شد. بنیادهای این رویکرد به آثار جی.آر. فرث، زلیک هریس، چارلز هاکت، برنارد بلاچ، کنت پایک و نیک کلمنتس بازمی‌گردد.

## معرفی
واج‌شناسی خودواحد مانند واج‌شناسی خطی رویکردی قاعده‌بنیاد است، اما دو نقطه ضعف آن را برطرف می‌کند: ۱. در واج‌شناسی خطی (انگاره معیار)، عناصر زنجیری و فوق زنجیری، هر دو با هم برای تعیین مشخصه‌های تمایزدهنده یک واج مطرح می‌شوند. در واقع یک واج، مجموعه‌ای نامنظم و ساخت‌نایافته از مشخصه‌های تمایزدهنده است. مثلاً ویژگی [+هجایی] که زبرزنجیری است، در کنار مشخصه‌ای زنجیری مثل [+پیوسته] قرار می‌گیرد. ۲. انگاره معیار، انگاره‌ای خطی‌ست، یعنی چند واحد واجی روی یک محور یا لایه قرار دارند و در کنار هم روی همین لایه بر یکدیگر تأثیر دارند.
گلداسمیت معتقد است که یک مشخصه مستقل از سایر مشخصه‌ها در زنجیره واجی تأثیر می‌گذارد. تحلیل او ابتدا از زبان‌های نواختی آفریقا شروع شد و سپس در زمینه الگوهای هماهنگی واکه‌ای و خیشومی نیز کارآمدی آن به اثبات رسید.
تفاوت بازنمایی خودواحد و بازنمایی خطی در این است که بازنمایی‌های خطی از یک زنجیره از واحدهای واجی تشکیل شده‌اند، اما در بازنمایی خودواحد، دو لایه یا بیشتر از واحدهای واجی در نظر گرفته می‌شود که مشخصه‌های هر لایه با لایه دیگر متفاوت است. مثلاً در مورد یک زبان نواختی، نواخت‌ها روی یک لایه به نام لایه نواخت که شامل مقادیر پارامتر نواخت یعنی سطح بالا و سطح پایین است، بازنمایی می‌شوند. هر مشخصه یا گروهی از مشخصه‌ها که در یک زبان، یک نقش واجی ایفا کند، در یک لایه قرار می‌گیرد، بنابراین یک لایه با مشخصه‌هایی که در آن قرار دارد، تعریف می‌شود.
در واج‌شناسی خودواحد، بازنمایی واجی، علاوه بر دارا بودن «واحدهای واجی» در لایه‌های جداگانه، دارای خطوط پیوندی میان لایه‌هاست. از دیدگاه آواشناختی محض، خطوط پیوندی، تقارن زمانی را نشان می‌دهند. مثلاً لایه‌ها به تنهایی و بدون خطوط پیوندی نشان نمی‌دهند که نواخت‌ها همزمان با واکه‌ها تولید می‌شوند.